# CJ Albertson
Clayton Jordan Albertson dit CJ Albertson, né le 11 octobre 1993, est un athlète américain spécialiste de l'Ultra-marathon.

## Biographie
Il obtient des places d'honneur lors du Marathon de Boston, se classant 10e en 2021, 13e en 2022 et 12e en 2023. 
Le 8 octobre 2022 à San Francisco, CJ Albertson établit un nouveau record du monde du 50 kilomètres en parcourant la distance en 2 h 38 min 43 s.
En 2024, il termine 7e du Marathon de Chicago en 2 h 08 min 17 s, puis 10e du Marathon de New-York en 2 h 10 min 57 s

## Records
| Épreuve | Performance          | Lieu          | Date           |
| ------- | -------------------- | ------------- | -------------- |
| 50 km   | 2 h 38 min 43 s (WR) | San Francisco | 8 octobre 2022 |